# Cleistanthus bipindensis
Espèce
Cleistanthus bipindensis Pax  est une espèce de plantes à fleurs de la famille des Phyllanthaceae selon la classification phylogénétique, et de la famille des Euphorbiaceae selon la classification de Cronquist. C'est un arbre décrit du Cameroun.
Son épithète spécifique fait référence à Bipindi, une localité au sud du Cameroun.

## Description
Cet arbre monoïque qui atteint une hauteur de 6 mètres pour un diamètre moyen de 15 à 50 cm.
Il se développe dans les forêts marécageuses ou fluviales. 